# Rumik World
Rumik World (jap. るーみっくわーるど Rūmikku Wārudo), znane również jako Zbiór arcydzieł Rumiko Takahashi (jap. 高橋留美子傑作短編集 Takahashi Rumiko kessaku tanpenshū) – zbiór one-shotów mangi autorstwa Rumiko Takahashi, publikowany na łamach kilku różnych czasopism wydawnictwa Shōgakukan w latach 1978 – 1984.
Niektóre z opowieści z tego zbioru zostały zekranizowane w formie OVA.

## Manga
Kolejne rozdziały pierwotnie ukazały się w różnych czasopismach wydawnictwa Shōgakukan w latach 1978-1984; większość rozdziałów zamieszczonych w antologii ukazało się w czasopiśmie w „Shūkan Shōnen Sunday”, natomiast rozdział Powstanie na śniadanie ukazał się w „Bessatsu Big Goro”, Biznes nie z tego świata w „That's Comic”, Małżonkowie w „Big Comic Original”, a Min, magiczny kot w „Gekiga Sonjuku”.
One-shot zatytułowany Każdy sobie (jap. 勝手なやつら Katte na yatsura) był debiutem autorki jako mangaki; opowieść ta także stała się pierwowzorem późniejszej serii publikowanej przez autorkę: Urusei Yatsura.
Antologia ta została pierwotnie wydana przez Shōgakukan w trzech tomach, następnie w 1995 roku przedrukowana w dwóch. 
W Polsce antologia została wydana na podstawie dwutomowego wydania z 1995 roku przez wydawnictwo JPF.
| Nr | Język japoński | Język japoński     | Język polski  | Język polski           |
| Nr | Data wydania   | ISBN               | Data wydania  | ISBN                   |
| --- | -------------- | ------------------ | ------------- | ---------------------- |
| 1 | 18 lutego 1995 | ISBN 4-09-121856-3 | maj 2021      | ISBN 978-83-7471-878-3 |
| Lista rozdziałów 1. Każdy sobie (jap. 勝手なやつら Katte na yatsura) 2. Powstanie na śniadanie (jap. 腹はらホール Hara Hara Hōru) 3. Nie wszystko złoto, co się święci (jap. 黄金の貧乏神 Ōgon no bimbōgami) 4. Dust Spurt (jap. ダストスパート!! Dasutosupāto!!) 1. Pan Kwik (jap. ミスター・プーの巻 Misutā pū no maki) 2. Karaluchy pod poduchy, a kto lubi świnie niechaj ginie!!! (jap. ゴキブリは生きろ、ブタは死ね!!の巻 Gokiburi wa ikiro, buta wa shine!! no maki) 3. Potwór morski ’79 (jap. マリン・ボーズ’97の巻 Marin bōzu ’97 no maki) 4. Zagubirynt (jap. 行方不明路の巻 Yukue fumeiji no maki) 5. Dust Scene (jap. ダスト・シーンの巻 Dasuto shīn no maki) 5. Biznes nie z tego świata (jap. 商魂 Shōkon) 6. Małżonkowie (jap. ふうふ Fūfu) |                |                    |               |                        |
| 2 | 18 lutego 1995 | ISBN 4-09-121857-1 | sierpień 2021 | ISBN 978-83-7471-879-0 |
| Lista rozdziałów 1. Poprzez ogień (jap. 炎トリッパー Honō torippā) 2. Supergirl (jap. ザ・超女 Za Chōjo) 3. Min, magiczny kot (jap. 怪猫・明 Kaibyō Min) 4. Śmiej się, Helpman! (jap. 笑え！ヘルプマン Warae! Herupuman) 5. Samorząd wiecznej wojny (jap. 戦国生徒会 Sengoku seitokai) 6. Spojrzenie poprzez ciemność (jap. 闇をかけるまなざし Yami wo kakeru manazashi) 7. Śmiejąca się tarcza (jap. 笑う標的 Warau hyōteki) 8. Zapomnij i zaśnij (jap. 笑えて眠れ Waraete nemure) 9. My, maskowcy (jap. われら顔面仲間 Warera gammen nakama) |                |                    |               |                        |

## Anime
Trzy rozdziały ze zbioru zostały także zrealizowane w postaci odcinków OVA, wyprodukowanej przez studio Pierrot i wydanej w latach 1985-1987. 
| N/o | Tytuł odcinka                                                                                         | Premiera        |
| --- | --- | --------------- |
| 1 | Rumik World: Fire Tripper Rumikku warudo faiā torippā (るーみっくわーるど 炎（ファイアー）トリッパー) | 16 grudnia 1985 |
| Suzu, dziewczynka urodzona w okresie Sengoku, posiada zdolność do podróżowania w czasie. W czasie ataku bandytów na jej wioskę, uwięziona w płonącej chacie, przenosi się do czasów współczesnych. Znajduje ją pewna para i wychowuje. Gdy wiele lat później idąc drogą razem z chłopcem o imieniu Shū, następuje wybuch gazu, Suzu ponownie przenosi się do dawnych czasów.                                                                                             | |                 |
| 2 | Rumik World: The Supergal Rumikku warudo za sūpāgyaru (るーみっくわーるど ザ・超女（スーパーギャル）) | 21 maja 1986    |
| Porucznik Malice z Spec-policji jest Tanatosjanką – kosmitką z siłą sześciokrotnie większą niż Ziemianie. Malice popadła w długi przez nierozważne użycie swojej siły i zmuszona jest nosić zbroję ograniczającą jej siłę. Pewnego dnia dostaje zadanie uwolnienia obrzydliwie bogatego zakładnika. Malice widzi w jego uwolnieniu szansę na ucieczkę z biedy. | |                 |
| 3 | Rumik World: Warau hyōteki Rumikku warudo warau hyōteki (るーみっくわーるど 笑う標的)                 | 21 marca 1987   |
| Yuzuru Shiga jest licealistą i przewodniczącym klubu kyūdō. Gdy głowa rodziny umiera, jej jedyna córka, Azusa, której małżeństwo z Yuzuru zostało wiele lat wcześniej zaaranżowane, przybywa do Tokyo. Yuzuru wiele lat wcześniej przyrzekł jej, że się z nią ożeni i stanie się nową głową rodziny, jednakże teraz ma dziewczynę o imieniu Satomi. Rozczarowana Azusa stara się wymóc spełnienie danej jej obietnicy, a Satomi zaczynają się przytrafiać dziwne rzeczy. | |                 |

## Nagrody
One-shot Każdy sobie został laureatem nagrody w 2. edycji konkursu Shōgakukan shinjin komikku daishō (jap. 新人コミック大賞).